# Andrzej Józef Chwalibóg

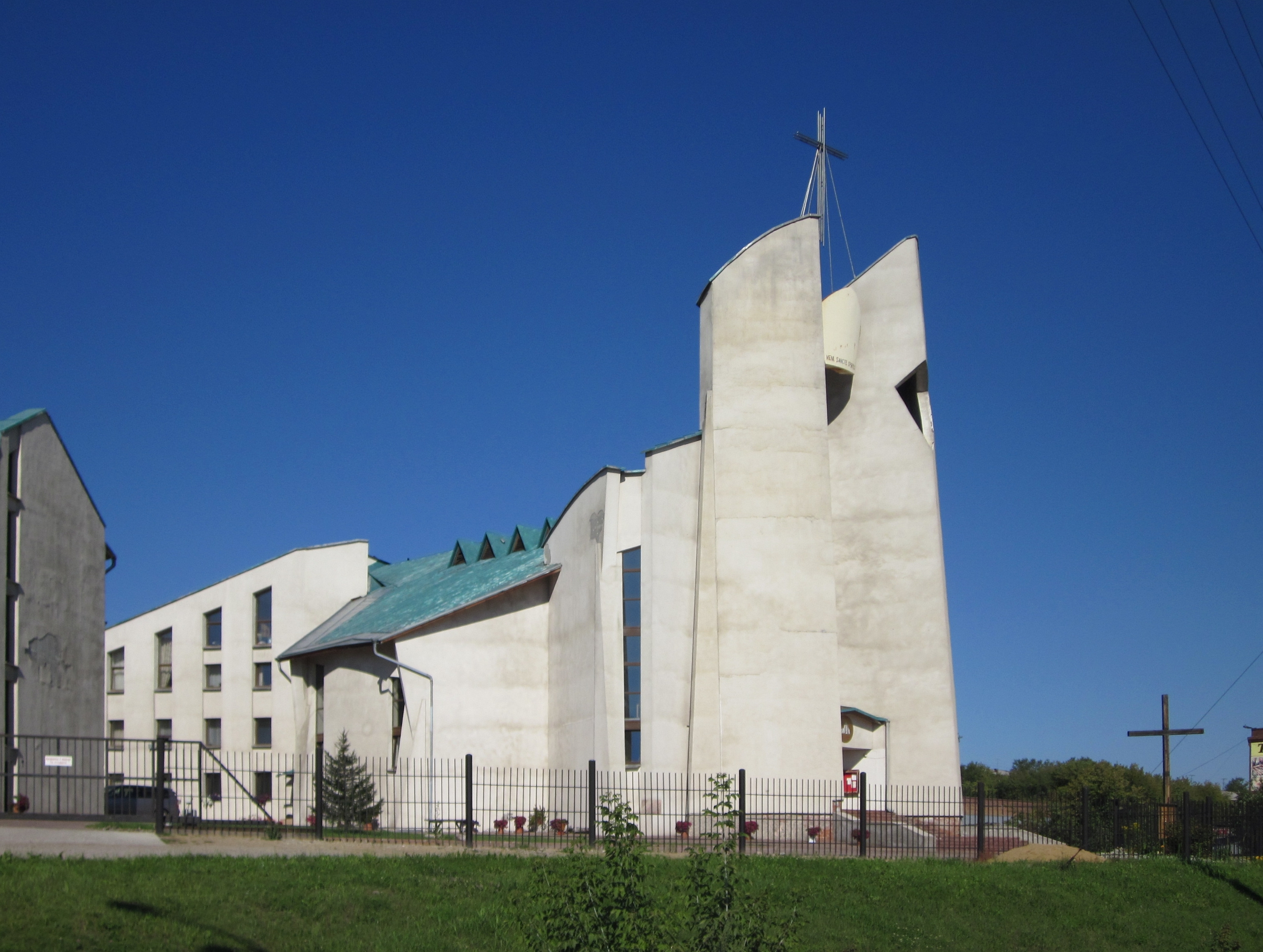
Katedra Niepokalanego Serca Najświętszej Marii Panny w Irkucku

Andrzej Józef Chwalibóg (ur. 14 marca 1946 w Gliwicach) – polski architekt, działacz opozycyjny w okresie PRL, samorządowiec.

## Życiorys
Syn Henryka. W 1971 ukończył studia z zakresu architektury na Politechnice Śląskiej. Od 1973 do 2000 należał do Stowarzyszenia Architektów Polskich. W latach 1974–1982 był pracownikiem naukowo-dydaktycznym Wydziału Architektury Politechniki Białostockiej, ponownie został nim w 1985.
W strukturach NSZZ „Solidarność” działał od września 1980, wszedł w skład Komisji Zakładowej Wydziału Architektury Politechniki Białostockiej. Po wprowadzeniu w Polsce stanu wojennego uczestniczył w strajku studenckim na uczelni, zorganizowanym 14 grudnia 1981. Został zwolniony z pracy na uczelni, a od kwietnia do grudnia 1982 przebywał w areszcie śledczym w Białymstoku. W kwietniu 1983 został uniewinniony przez Sąd Wojskowy w Białymstoku.
W latach 1986–1991 pracował w firmie Dempol, a następnie był zatrudniony w Innowacjach Techniczno-Organizacyjnych Sp. z o.o. w Białymstoku. W 1991 zaprojektował ołtarz na wizytę papieża Jana Pawła II w Białymstoku. Był też współautorem projektu katedry rzymskokatolickiej w Irkucku, uznanej za najlepszą realizację w Rosji w 2000.
Należał do Zjednoczenia Chrześcijańsko-Narodowego. W 1998 został radnym sejmiku województwa podlaskiego z listy Akcji Wyborczej Solidarność. W 2002 nie ubiegał się o ponowny wybór. Od 2003 do 2006 był naczelnikiem Wydziału Planowania i Zagospodarowania Przestrzennego w Urzędzie Miasta Białystok. W 2006 bezskutecznie kandydował do sejmiku z listy Chrześcijańskiego Ruchu Samorządowego. W tym samym roku został pełnomocnikiem prezydenta miasta ds. aglomeracji białostockiej i obszaru metropolitalnego.

## Odznaczenia
- Srebrny Krzyż Zasługi (1994)[1]
- „Zasłużony Działacz Kultury” (2001)[2]
- Krzyż Wolności i Solidarności (2016)[5][6]